# Bokurano
Bokurano (яп. ぼくらの Бокура но, досл. «Наш») — научно-фантастическая манга Мохиро Кито, ежемесячно публиковавшаяся в журнале «Ikki» с 25 ноября 2003 года по 25 июня 2009. Всего было издано 10 томов.
В 2007 году вышел адаптированный аниме-сериал режиссёра Хироюки Мориты. Продюсером выступила студия Gonzo. Также по мотивам манги был выпущен лайт-новел Bokura no: Alternative (яп. ぼくらの〜alternative〜 Бокура но Оруганатибу) автора Рэндзи Оки. В США манга была лицензирована компанией «Viz Media», а также выпущена в английской онлайн-версии «Ikki».

## Сюжет
Пятнадцать подростков соглашаются сыграть в странную игру — лишь просто зарегистрировавшись, они получают собственного гигантского робота, которым могут управлять. Однако эта игра вскоре переходит в настоящие сражения и они, невзирая на возраст, должны стать защитниками тех, кто им дорог.

## Персонажи

### Кокопелли
Имя: Кокопелли, англ. Kokopelli

Сейю: Хироки Точи, англ. Hiroki Tochi

Настоящее имя в манге: Гараку (Garaku)

Настоящее имя в аниме: профессор Усуй (Usui).

Враг: Архана (Archane)

Бой: домашний, дебютный.

История:

Гараку был одним из подписавших контракт вместе с Коемуси и Мати на сражение за другую Землю. Ему выпала очередь принять последний бой на другой Земле, и заодно найти новых пилотов.
Отличие аниме от манги:

В аниме человек, принимающий бой на новой Земле. Зная это, профессор Усуй предложил Навознику отправить его сначала в открытый бой на новой Земле, а потом принять участие в финальной битве за свою Землю. Это он сделал, чтоб спасти от смерти дочь, которая тоже подписала контракт.
Навозник согласился, но когда узнал, что Усуй завербовал недостаточно пилотов, то разозлился, и в наказание назначил последним пилотом его дочь. Она выиграла финальный бой и погибла.

### Такаси Ваку
Имя: Такаси Ваку, англ. Takasi Waku

Сейю: Дайсукэ Сакагути, англ. Daisuke Sakaguchi

Рост: ~155 см

Группа крови: B(III)

Бой: домашний

Враг: Байонет (Bayonet)

Отметка (в аниме): на левом плече

История:

Ваку был талантливым футболистом. Он хотел стать профессиональным игроком, однако оставил футбол, после того как его отец, занятой человек, не пришёл, когда Ваку играл на национальном соревновании.
Пилотирование:

Ваку был избран первым пилотом Зеарса после Кокопелли. Бой роботов проходил в море, и потому обошёлся почти без жертв.
После боя дети вышли на внешнюю поверхность Зеарса, чтоб отпраздновать победу. Ваку стоял на самом краю. Когда Дзюн подошёл к нему и хлопнул по плечу, то Ваку упал в море. Другие дети решили, что Дзюн столкнул Ваку, но тот стал оправдываться, что сделал это нечаянно.
Позже тело Ваку было найдено в море. Обследование тела показало отсутствие на нём каких-либо смертельных ранений или признаков болезней, а также то, что он погиб до падения в море.

### Масару Кодака
Имя: Масару Кодака (Кодама), англ. Masaru Kodaka (Kodama)

Сейю: Соитиро Хоси, англ. Soichiro Hoshi

Класс: 7

Рост: ~145 см

Группа крови: O(I)

Враг: Канцер (Cancer)

Бой: домашний

Отметка (в аниме): на обеих руках

История:

Кодама был младшим братом в семье директора строительной компании. Самый ярко выраженный маленький гадёныш — склонен к насилию в отношении животных, смотрел свысока на других людей. Он стал таким из-за извращённой прилежности и дисциплинированности, стараясь всему учиться у своего отца, единственного человека, которого он любил. Его отец был талантливым бизнесменом, но по моральным качествам не дотягивал до полного чудовища лишь из-за малого размаха своей деятельности.
Пилотирование:

Во время пилотирования Зеарса Кодама не пытался минимизировать потери среди населения. Вместо этого он специально разрушал здания, говоря, что этим людям суждено здесь умереть, а также радовался, что разрушения увеличат количество заказов у компании его отца.
Во время боя вражеский робот схватил и кинул Зеарса. Кодама использовал своё знание строительных технологий, чтоб переломить преимущество в бою в свою сторону, но перед этим Зеарс упал на автомобиль отца Кодамы, раздавив его. Кодама сильно сожалел о смерти отца, после чего умер сам. После этого Навозник сообщил оставшимся детям, что управление Зеарсом стоит пилоту жизни.

### Дайити Ямура
Имя: Дайити Ямура, англ. Daiichi Yamura

Сейю: Томокадзу Сугита, англ. Tomokazu Sugita

Рост: ~150 см

Группа крови: A(II)

Другой вариант имени: Дайти

Бой: домашний

Враг: Драм (Drum)

Отметка (в аниме): на животе

История:

Самый положительный персонаж из пилотов Зеарса. Отец Дайчи пропал по неуказанным причинам, оставив его самого с двумя младшими сёстрами, младшим братом и матерью. Сам Дайчи работал у родственника, чтобы добывать семье на пропитание.
Пилотирование:

Когда наступила очередь Дайчи, то его родственник подарил его семье билеты в местный парк отдыха. На следующую ночь началась битва роботов. Дайчи сказал, что будет ждать 10 минут, пока не эвакуируются люди, однако вражеский робот, похожий на огромный цилиндр, вступил в бой немедленно, покатившись и разрушая на пути дома. Дайчи поймал его и попытался вынести за город. По пути враг пытался один раз вырваться возле парка, однако Дайчи поймал его снова и уничтожил. Попросил Навозника спрятать его тело в Зеарсе и не рассказывать о его смерти родственникам.

### Мако Накарай
Имя: Мако Накарай (Накама), англ. Mako Nakarai (Nakama)

Сейю: Юка Игути, англ. Yuka Iguchi

Класс: 7

Рост: ~150 см

Группа крови: A(II)

Другой вариант имени: Маки

Бой: домашний (в манге), гостевой (в аниме)

Враг: Энигма (Enigma)

Отметка (в аниме): на спине

История:

Мако подвергалась насмешкам одноклассников, поскольку её мать была проституткой. Когда узнала, что настала её очередь пилотировать Зеарса, то попыталась перед смертью сама попробовать заработать денег таким же способом, как и её мать. Также перед боем сшила для всей команды Зеарса форму, но не все согласились её надеть.
Отличие аниме от манги:

В аниме Маки успела сшить только три рубашки.

### Исао Како
Имя: Исао Како, англ. Isao Kako

Сейю: Ёсинори Фудзита, англ. Yoshinori Fujito

Рост: ~150 см

Группа крови: B(III)

Отметка: на лице

История:

Получился наиболее жалким из всех пилотов. Сам Исао Како страдал от отсутствия дружеской связи и любви в семье.
Пилотирование:

Когда настала очередь Исао, тот не желал умирать ради спасения Земли. Кроме того, когда он уже был выбран следующим пилотом, Навозник посоветовал ему перед смертью вступить в сексуальные отношения с Тизуру Хондой, которой и был убит. В манге был зарезан ею в Кокпите, в аниме был скинут ею с лестничной площадки в дельфинарии.

### Тидзуру Хонда
Имя: Тидзуру Хонда (Тизу), англ. Chizuru Honda

Сейю: Ао Такахаси, англ. Ao Takahashi)

Рост: ~150 см

Класс: 7

Группа крови: AB(IV)

Другой вариант имени: Чизуру, Чизу

Бой: домашний

Враг: Фиг (Fig)

Отметка (в аниме): на левой щеке

История:

Тизу была влюблена в своего учителя Хатагая. Позже в аниме он выложил в интернет видео с сексуальным актом с её участием, а в манге продал её педофилам.
Пилотирование:

Тизу пыталась использовать Зеарса, чтобы отомстить учителю, но её сестра, которая тоже была в него влюблена, помешала ей. В манге Тизу также раздавила дома, в которых жили те педофилы, которые принимали участие в её изнасиловании, вместе с остальными жителями.
После смерти Тизу у Зеарса погасло сразу три огня. Первый соответствовал убитому ей Исао Како, второй — ей, а третий — её нерождённому ребёнку.

### Кунихико Модзи
Имя: Кунихико Модзи , англ. Kunihiko Moji
Сейю: Коки Мията, англ. Kouki Miyata

Рост: ~150 см

Группа крови: AB(IV)

Бой: домашний (в манге), гостевой (в аниме)

Враг (в манге): Гонта (Gonta)

Отметка (в аниме): на шеи с левой стороны

История:

Рос в детском доме вместе с двумя друзьями-ровесниками — Наги и Цубасой. Когда они достигли подросткового возраста, то он и Наги влюбились в Цубасу. Наги заболел пороком сердца. Модзи желал ему смерти, чтобы самому остаться с Цубасой, и при этом сам же винил себя за своё желание.
Пилотирование:

Враг Моджи, названный Гонта, выглядел как огромные тиски. В начале боя вражеский робот сумел поймать Зеарса и принялся его давить. Моджи попросил Навозника рассказать ему больше об устройстве Зеарса, после чего тот слил ему в мозг всю информацию о Зеарсе. После чего Моджи отделил Кокпит от Зеарса, подбросил его вверх, и лазером из Кокпита выстрелил в Кокпит врага. Вражеский Кокпит был пробит, но этого не хватило, чтоб его уничтожить. После чего один из самолётов протаранил Кокпит Гонты в образовавшееся отверстие, добив вражеского робота.
Перед боем Модзи попросил Навозника телепортировать его тело в больницу после победы, где его сердце должны были использовать для пересадки Наги. Кроме того, в последний момент перед смертью Модзи догадался, что вражескими роботами управляют люди.
Отличие аниме от манги:

В аниме бой Модзи был гостевым. Вражеский робот грибовидной формы разделился на две части, пытаясь взять Зеарса в окружение, но Модзи убил его с помощью хитрости, перед смертью отметив, что раз врагов можно перехитрить, то у них наверняка есть души, как у людей.

### Маки Ано
Имя: Маки Ано, англ. Maki Ano

Сейю: Кумико Хига, англ. Kumiko Higa

Рост: ~145 см

Класс: 7

Группа крови: O(I)

Бой: гостевой

Враг: Арахна-2 (Arachne II)

Отметка (в аниме): на талии

История:

Была приёмным ребёнком в семье. Родители её любили, хотя отец её иногда наказывал, но быстро успокаивался после этого. Её отец был отаку и любителем аниме, особенно в жанре меха. Незадолго перед тем, как настал черёд сражаться Маки, её отец купил фигурку Зеарса, называя того «богом, защищающим Землю». Также её мать была беременна и должна была родить.
Пилотирование:

Маки приняла бой в параллельном мире, где по ходу боя Зеарс был атакован истребителями. После этого Маки спросила у Навозника, против кого они сражаются. Тот рассказал, что их врагами являются люди из параллельных миров, и что по условиям игры проигравший мир уничтожается. Маки сказала, что ради своей семьи станет убийцей десяти миллиардов человек из параллельного мира.
Отличие аниме от манги:

В аниме показано, что во время боя жители параллельного мира вышли на демонстрацию, где просили пилотов Зеарса не побеждать их и сохранить им жизни. Кроме того, после победы Зеарс на некоторое время остался в проигравшем мире, где пилоты Зеарса смогли наблюдать его гибель.

### Юсуки Кирие
Имя: Юсуки Кирие, англ. Yōsuke Kirie

Сейю: Синиаро Асанума, англ. Shintaro Asamuna

Рост: ~140 см

Класс: 7

Группа крови: A(III)

Враг в манге: Энигма-2 (Enigma II)

Бой: в манге гостевой, в аниме сначала домашний, а потом гостевой

Отметка (в аниме): на лице

История:

Вместе с Исао был жертвой травли одноклассников, спас двоюродную сестру, которая едва не покончила жизнь самоубийством.
Пилотирование:

Узнав, что пилотировать предстоит ему, Кирие не хотел сражаться. В начале боя он приказал Зеарсу выставить руку, а потом телепортировался на её край. Его враг сделал то же самое. Вражеский пилот-девушка показала ему на своей руке изрезанные вены, а затем телепортировалась назад. После этого Кирие решил, что этот мир не лучше его родного, и решил сражаться.
Отличие аниме от манги:

Вместо сестры, его мать чуть не покончила жизнь самоубийством.
Первый бой в аниме был домашним, в ходе которого враг сам вырвал и раздавил свой Кокпит. Кирие не погиб, поскольку не двинулся. Незадолго перед боем объявился его родственник, мафиози из Якудзы, который помог его матери устроится на работу. После чего Кирие согласился сражаться и победил в следующем бою. Он был единственным, кто смог заставить Зеарса прыгать. Также он раскрыл, что Йоко Мати является подставным бойцом.

### Таками Комода
Имя: Таками Комода (Кома), англ. Takami Komoda (Koma)

Сейю: Мамико Нота, англ. Mamiko Noto

Рост: ~155 см

Класс: 7

Группа крови: A(II)

Бой: домашний (в манге), гостевой (в аниме)

Враг: Гамбаг (Humbug)

Отметка: на левой щеке

История: 

Дочь военного в манге и политика в аниме. Кома любила играть на пианино.
Пилотирование: 

Во время битвы роботов вражеский пилот покинул своего робота, отправившись гулять по Земле. По информации, которую узнал Навозник, люди убили дочь вражеского пилота в отместку за разрушения, которые получил город из-за предыдущих боёв, потому он не захотел сражаться за свой мир. То, что он сделал, грозило теперь гибелью обоим мирам.
Чтобы найти вражеского пилота, было решено устроить концерт с участием Комы. По всему городу были развешаны объявления, в которых говорилось, что будет выступать пилот Зеарса. Люди пришли на концерт поддержать Кому и послушать её игру. Вражеский пилот был настолько впечатлён увиденным, а также игрой Комы, что сдался и разрешил себя убить.
Отличие аниме от манги: 

В аниме отец Комы решил выступить с заявлением, в котором собирался раскрыть часть правды о Зеарсе. Но его выступление было сорвано. Позже неизвестные напали на его дом, убив его самого, а также Танаку. Коме еле удалось бежать.
Кома оказалась в параллельном мире, где местные люди заготовили заранее для Зеарса яму, в которую удалось его заманить. Она отметила, что жители того мира поддерживают своих пилотов.

### Аико Токосуми
Имя: Аико Токосуми (Анко), англ. Aiko Tokosumi (Anko)

Сейю: Юи Макино, англ. Yui Makino

Класс: 7

Рост: ~150 см

Группа крови: B(III)

Бой: домашний

Враг: Айдол (Idol)

Отметка (в аниме): левое ухо

История: 

Анко была дочерью телеведущего Акиры Токосуми. Мечтала стать айдолом. Дома в свободное время училась танцевать. Испытывала симпатию к Йошикаве Канджи.
Пилотирование: 

В манге перед тем, когда настала её очередь, её отец вместе с правительством пытался устроить передачу, которая должна была включать интервью с пилотами Зеарса. Однако другая телекомпания перехватила их инициативу и выпустила интервью с фальшивым пилотом. Тогда правительство предложило провести прямую трансляцию из Кокпита во время боя Анко. Во время сражения Анко применила своё умение танцевать, чтоб одолеть врага. Так перед смертью её мечта исполнилась — она стала знаменитой.
Отличие аниме от манги: 

В аниме отец Анко был вынужден уволиться из телекомпании после того, как были обнародованы данные о его служебном романе. Это вызвало скандал в её семье. Анко была в отчаянии, однако во время боя решила всё же бороться за свою Землю.
В манге умерла в объятьях отца, в аниме на руках у Йошикавы Канджи.

### Йошикава Канджи
Имя: Йошикава Канджи, англ. Yoshikawa Kanji

Сейю: Кендзи Ноджима, англ. Kenji Nojima

Рост: ~160 см

Группа крови: O(I)

Другое произношение имени: Кандзи

Бой: домашний

Враг (в манге): Джавелин (Javelin)

Отметка (в аниме): правая сторона шеи и плеча

История:

В манге был сыном архитектора, который спроектировал Башню Небес в Токио. Его мать рано умерла.
Пилотирование:

Тактика вражеского робота, которому дали имя Джавелин, отличалась от тактики других роботов. В начале боя Джавелин разрушил часть города, после чего быстро улетел. Пока Канджи помогал спасать людей под завалами, используя способность Зеарса видеть души живых существ, Джавелин достиг Гавайских островов и начал оттуда обстреливать Зеарса. Канджи с помощью Зеарса некоторое время отражал атаки Джавелина, а тем временем армия Японии неудачно попыталась уничтожить его с помощью атомной бомбы. Затем Канджи придумал план, как победить Джавелина. Кто-то должен будет отправиться к вражескому Кокпиту, после чего, используя способности Зеарса излучать лазеры и видеть души, Канджи сможет попасть точно во вражеский Кокпит с большого расстояния и сквозь толщу Земли.
В качестве «живого прицела» вызвались солдаты, которые ранее вызывались пилотировать Зеарса. Джавелин был уничтожен выстрелом сквозь Землю. Канджи попросил у Навозника перед смертью отправить его на Башню Небес.
Отличие аниме от манги:

В аниме мать Йошикавы занималась исследованием Зеарса в Башне Небес. Из-за того, что ей удалось воспроизвести программу Зеарса, новые вражеские роботы стали появляться возле Башни Небес.

### Кана Усиро
Имя: Кана Усиро, англ. Kana Ushiro

Сейю: Кана Асуми, англ. Kana Asumi

Рост: ~130 см

Возраст: 10 лет

Класс: 4

Группа крови: O(I)

Бой (в манге): гостевой

Враг (в манге): /имя не указано/, в аниме участия в боях не принимала

История:

Мать Каны умерла при её рождении. Она некоторое время жила с отцом и сводным братом, после чего вместе с братом переехала в отдельную квартиру.
Пилотирование:

Поначалу Дзюн запретил Кане участвовать в игре. Однако позже Кана попросила Навозника заключить с ней контракт втайне от брата.
Кана сражалась в гостевом бою, перед которым было решено взять в Кокпит самолёт-истребитель, который должна была пилотировать Танака. В ходе боя самолёт был телепортирован за пределы Зеарса. Танака сбила отправленные вражеские дроны, после чего высадилась на вражеского робота, давая возможность Кане его увидеть, несмотря на дым и пыль.
Отличие аниме от манги:

В аниме Кана не принимала участие в боях, хотя Навозник пытался заставить её подписать контракт. Кана осталась единственной выжившей из 15 подростков, побывавших в пещере Кокопелли.

### Йоко Мати
Имя: Йоко Мати, англ. Yoko Machi

Сейю: Юко Сампей, англ. Yoko Sanpei

Рост: ~145 см

Класс: 7-й

Группа крови: B(III)

Бой: в манге не сражалась, в аниме домашний.

Отметка (в аниме): на лбу

История:

Родная сестра Навозника Коэмуси. Первоначально выступала ложным бойцом в команде. Потом решила-таки участвовать в битве за Землю. В манге была тяжело ранена неизвестным убийцей, после чего Навозник расправился с убийцей, а затем лично добил Мати. Также пыталась развить романтическую связь с Дзюном, но тот не успел ответить взаимностью.
Отличие аниме от манги:

В аниме была раскрыта Кирие перед его смертью. Была принята в команду назад после того, как рассказала правду о себе и Навознике. Позже смогла убить Коэмуси, после чего приняла тринадцатый бой.

### Дзюн Усиро
Имя: Дзюн Усиро, англ. Jun Ushiro

Сейю: Дзюнко Минагава, англ. Junko Minagawa

Возраст: 13

Рост: 150см

Группа крови: A(II)

Бой: гостевой (в манге), домашний (в аниме)

Враг: /имя не указано/

Отметка: на щеках

История:

В манге мать Дзюна (Мисуми Танака, тогда ещё Михо Сато) бросила его после рождения. Отец его остался неизвестным. Родителей Дзюну заменил школьный учитель Танаки и его жена, которая умерла, когда родила Кану. Дзюн винил Кану за то, что она лишила его матери, и часто был груб с ней.
Пилотирование:

Дзюн был последним пилотом, который сражался за Землю. Во время боя в параллельном мире вражеский пилот сбежал из Кокпита, телепортировавшись в неустановленное место на вражеской Земле. Дзюн понял, что единственный способ победить — убивать всех подряд людей на вражеской планете. Дзюн провёл последующие часы боя, расстреливая миллионы лазерами Зеарса, пока среди убитых не оказался вражеский пилот.
Отличие аниме от манги:

В аниме последний бой Дзюн провёл в родном мире на месте разрушенного городского квартала. Бой длился 30 часов, закончился победой Дзюна, после чего тот уничтожил Зеарса.
Кроме того, в аниме, в отличие от манги, Дзюн с Каной жили долгое время отдельно от отца, вернувшись к нему незадолго перед своим боем.

### Навозник
Имя: Коэмуси (Жук-Навозник), англ. Koyemshi, Dung Beetle

Сейю: Акира Исида, англ. Akira Ishida

Настоящее имя в манге: Коэмуси

Настоящее имя в аниме: Широ (Shirou)

История:

Навозник появился перед детьми вскоре после того, как они заключили контракт, и сказал, что будет им помогать. Несмотря на то, что он не упускал случая поиздеваться над детьми или посмеяться над ними, в манге он действительно неоднократно помогал им победить или исполнить свои предсмертные желания.
Позже оказалось, что раньше Коэмуси был человеком, вместе с сестрой, Йоко Мати, подписавшим контракт на участие в битве роботов. Но так как в его мире контракт подписало слишком много людей, а его очередь так и не настала, то после победы он остался жив и получил возможность стать Навозником. Позже он отправился вместе с сестрой Мати на Землю, на которой происходит основное действие манги.
Когда его сестра была убита, он, чувствуя себя виноватым за случившееся, вернулся в человеческую форму и принял открытый бой на следующей Земле, погибнув за неё сам, передав должность навозника Сасами.
Кроме того, по ходу действия манги открывается, что команды других роботов также укомплектованы своими навозниками, очевидно также бывшими людьми. Некоторые навозники имеют характерные черты, такие, как цвет «кожи» и «причёски», которые напоминают об их прежнем, человеческом облике.
Отличие аниме от манги:

В аниме Навозник Широ был куда более жестоким. Также он сам управлял выбором нового бойца. Возможность стать навозником он получил от другого навозника — когда выиграл финальный бой, то в качестве особой благосклонности другой навозник превратил самого Широ в навозника, и так спас его от смерти. Также он пытался заставить Кану подписать контракт и мучил Дзюна, много раз телепортируя его на пару метров над полом. В итоге был убит своей сестрой.
Мисуми Танака (яп. 田中 美純 Танака Мисуми) — имя до замужества Михо Сато. Капитан военно-морской авиации, 31 год. Была проблемным подростком, в 16 лет бросила учёбу и родила Дзюна, оставив его родителям Каны. Танака заключила контракт после того, как узнала, что из-за смерти Исао Како и ребёнка Хонды у Зеарса не хватает двух пилотов. Погибла во время налёта на дом Таками.
Сэйю: Наоми Синдо
Масамицу Секи (яп. 田中 美純 Секи Масамицу) — Офицер ВВС Японии. При первой встрече с Навозником угрожал тому пистолетом, за что Навозник телепортировал его без пальцев и пистолета. Подписал контракт, когда оказалось, что Зеарсу не хватает пилотов, но его очередь так и не настала, и потому он остался жив. Наблюдал за боем Дзюна — в манге из Кокпита, в аниме из самолёта. В манге погиб, послужив живым указателем во время боя Йошикавы Каджи.
Сэйю: Синдзи Кавада,

## Музыка

### Открывающая тема
- «Uninstall» (アンインストール) :

Исполняет: Тиаки Исикава

### Закрывающие темы
- «Little Bird» : сер. 1-15

Исполняет: Тиаки Исикава
- «Vermillion» : сер. 16-24

Исполняет: Тиаки Исикава